# Xã Logan, Quận Clinton, Pennsylvania
Xã Logan (tiếng Anh: Logan Township) là một xã thuộc quận Clinton, tiểu bang Pennsylvania, Hoa Kỳ. Năm 2010, dân số của xã này là 817 người.